# WestJet
WestJet Airlines, fundada en 1994 y con sede en Calgary, Alberta, es la segunda aerolínea más grande de Canadá. Comenzó operaciones en 1996 con 220 empleados, tres aviones y cinco destinos. Fue lanzada como una alternativa de bajo costo a las principales aerolíneas del país. Hoy, WestJet opera el servicio aéreo programado, chárter y de carga, transportando a más de 25 millones de pasajeros por año. La aerolínea tiene una importante red nacional e internacional, que sirve a más de 100 destinos en América del Norte, Caribe, Europa, Asia y América Central. WestJet tiene un promedio de 777 vuelos por día, solidificando su posición como la octava aerolínea más grande de América del Norte por frecuencia.
La flota de WestJet consiste principalmente en aviones Boeing 737 (familias Next Generation y MAX), y el Boeing 787 Dreamliner. El 737 es adecuado para su extensa lista de rutas cortas y medianas, mientras que el 787 se usa principalmente para sus vuelos de larga distancia, con algunas excepciones.
WestJet tiene dos subsidiarias directas: WestJet Encore, que opera el Bombardier Q400 en las rutas del oeste de Canadá, y WestJet Cargo, que opera cuatro Boeing 737-800 BCF, que anteriormente se usaron como aviones de pasajeros WestJet y se convirtieron para el uso de carga.
En diciembre de 2019, WestJet Airlines fue adquirido por Kestrel Bidco Inc., una subsidiaria de Onex Corporation. Esta adquisición resultó en la transición de WestJet de una empresa que cotiza en bolsa en la Bolsa de Valores de Toronto (TSX) bajo el símbolo "WJA" a una empresa privada.
En mayo de 2023, WestJet amplió su alcance aún más con la adquisición de Sunwing, una aerolínea de ocio canadiense. Se espera que esta integración se complete en octubre de 2024, trayendo el personal y los aviones de Sunwing bajo el Banner de WestJet.
WestJet no es miembro de las principales alianzas de aerolíneas, como Star Alliance, Oneworld o SkyTeam. Sin embargo, utiliza acuerdos de código compartido e interlínea con varias aerolíneas. Estos acuerdos permiten a WestJet colocar su código de vuelo en vuelos operados por otras aerolíneas, y viceversa.

## Historia
Fundada el 29 de febrero de 1996 por Clive Beddoe, Mark Hill, Tim Morgan y Donald Bell, WestJet pretendía seguir el mismo patrón de Southwest Airlines y Morris Air, como compañía de bajo coste. Originalmente conocida por ser una compañía de operaciones del oeste de Canadá, WestJet pronto se convirtió en una de las aerolíneas que más rápido crecimiento tenían en el mundo.
El 29 de febrero de 1996, se produjo el primer vuelo de WestJet (con un Boeing 737). En ese momento, la aerolínea operaba en Calgary (casa de la aerolínea y sus directivos), Edmonton, Kelowna, Vancouver, y Winnipeg con una flota de tres aviones Boeing 737-200 y doscientos veinte empleados. A finales del mismo año, se incluyeron los destinos de Regina, Saskatoon, y Victoria. En 1997, se añadieron vuelos a Abbotsford. Además, en 1997 se transportó al pasajero un millón.

En 1999, se marcó un hito cuando WestJet anunció su primera oferta pública de venta de 2.5 millones de acciones. También en 1999, se añadieron rutas con las ciudades de Thunder Bay, Grande Prairie, y Prince George al mapa de destinos de WestJet. En 2000, la aerolínea se expandió a la región este de Canadá, llegando a Hamilton, Moncton, y Ottawa, y eligieron a Hamilton como el centro de operaciones de la aerolínea del este de Canadá. Este año, Beddoe, Hill, Morgan y Bell recibieron la condecoración Ernst & Young Entrepreneur of the Year en Canadá por su contribución a la industria aérea canadiense. En 2001, la expansión permitió añadir a Fort McMurray y Comox. WestJet también añadió rutas a Sault Ste. Marie, Sudbury, Thompson y Brandon; que sin embargo fueron canceladas poco después. En 2002, la aerolínea añadió dos nuevos destinos en el este canadiense: las ciudades de Londres y Toronto. En abril de 2003, WestJet añadió Windsor, Montreal, Halifax, St. John's, y Gander. 

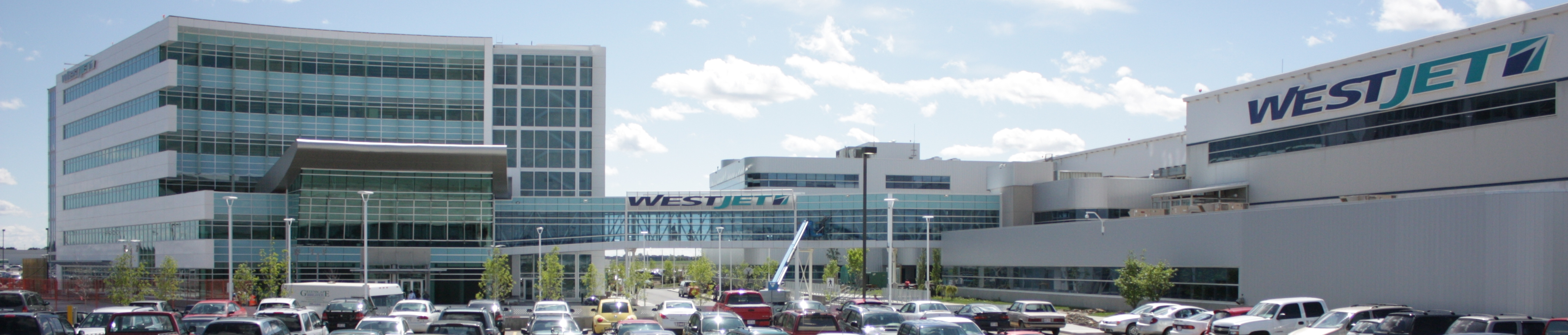
Sede social de WestJet

En abril de 2004, WestJet movió su centro de operaciones del este de Hamilton a Toronto. Todos los vuelos entre Ottawa y Hamilton y entre Montreal y Hamilton fueron movidos a Toronto, un movimiento que introdujo a WestJet en el lucrativo triángulo Toronto-Ottawa-Montreal.
En 2004, se añadieron o anunciaron destinos en los Estados Unidos. Estos eran San Francisco, Los Ángeles, Phoenix, Tampa, Fort Lauderdale, Orlando, y a Nueva York.
Palm Springs fue añadida a principio de 2005 a la lista de destinos de la compañía, así como San Diego, mientras que Nueva York-LaGuardia fue abandonada. En abril de 2005, anunciaron vuelos veraniegos a Charlottetown pero canceló los vuelos a Gander. En junio de 2005, la aerolínea anunció el cese de operaciones, efectivos a partir del 30 de octubre de 2005, modificando las ocupaciones de la cercana London. A finales de 2005, Ft. Myers y Las Vegas fueron añadidos a la creciente lista de destinos. 
Después de rumores y especulaciones sobre la implantación de rutas de largo radio mediante operativa (ETOPS), WestJet anunció vuelos a las Islas hawaiianas desde Vancouver el 20 de septiembre de 2005. En diciembre de 2005, la aerolínea comenzó a volar de Vancouver a Honolulu y Maui.
En 2006, WestJet anunció que cancelarían sus vuelos a San Francisco y San Diego. El primer vuelo regular de WestJet más allá de Canadá y los Estados Unidos comenzó en 2006 con vuelos a Nasáu, Bahamas. Esto fue considerado un importante paso de cara a la estrategia de destinos a largo plazo y fue un auténtico éxito para la presencia futura en el mercado internacional.
En 2007, WestJet anunció que comenzaría a operar desde el Aeropuerto Regional Deer Lake en Newfoundland, Saint John en Nuevo Brunswick, y Kitchener-Waterloo en Ontario. También en junio de 2007, WestJet añadió siete nuevos vuelos de verano internacionales a Santa Lucía, Jamaica, República Dominicana, México así como un tercer destino en Hawái; Kona.  También en 2007, WestJet decidió construir una nueva sede, junto a su hangar del Aeropuerto Internacional de Calgary. El nuevo edificio de oficinas será abierto a comienzos del 2009.
En mayo de 2008, WestJet inició vuelos a Quebec City con vuelos diarios directos desde Toronto y con una parada técnica desde Edmonton. El 2 de junio de 2008, WestJet comenzó sus vuelos veraniegos entre Calgary y Nueva York vía el Aeropuerto Internacional Libertad de Newark.
En octubre de 2008, WestJet fue nombrada una de las Mejores Empresas de Alberta por Mediacorp Canada Inc., al ser anunciado por el Calgary Herald y el Edmonton Journal.
En noviembre de 2008, WestJet anunció acuerdos de colaboración con Southwest Airlines y la hawaiana Mokulele Airlines.

### Historia legal
A finales de 2002, la aerolínea fue acusada de espionaje por su rival Air Canada tras haber conseguido acceder a información confidencial para tener una clara ventaja en sus decisiones. El 29 de mayo de 2006, WestJet publicó una nota de prensa admitiendo su implicación en el escándalo de espionaje en Air Canada, y aceptando pagar 5 millones de dólares en concepto de tasas legales e investigación para Air Canada, y donó unos 10 millones de dólares a varias asociaciones de caridad para niños en nombre de Air Canada y WestJet.

### Situación actual
WestJet Airlines firmó un acuerdo de dos años con Air Transat en agosto de 2003 por el cual algunos 737 de WestJet operarían para los dos touroperadores principales de Transat, World of Vacations y Air Transat Holidays. Los aviones fueron operados por tripulantes de WestJet. 
En 2005, WestJet implantó las TV personales (PTV) con televisión en directo en sus flotas 737-700 y -800. Los canales incluidos son Global TV, CTV, CBS, Citytv, Treehouse TV, ABC, NBC, CBC, TSN  y un canal de WestJet, que muestra un mapa de la zona donde está el avión con su localización, altitud derivada del GPS, y su velocidad. WestJet añadió TV en vivo en sus aviones 737-600 en la temporada de invierno 2007/2008; así, toda su flota está dotada actualmente del sistema.
WestJet iba a ser el cliente de lanzamiento del Boeing 737-600 con winglets, pero la publicación de sus resultados del segundo cuatrimestre de 2006 propiciaron que la compañía tuviese que cancelar sus planes. El consejero delegado de WestJet, Clive Beddoe, citó que el tiempo y coste de instalación no permitía garantizar un uso beneficioso para rutas de corto radio. Como resultado de abandonar sus planes de instalar winglets en estos aviones WestJet se vio obligado a pagar unos $609,000.
En agosto de 2006, en una entrevista del Globe and Mail, Sean Durfy (entonces vicepresidente ejecutivo de marketing pero presidente de la compañía desde septiembre de 2006) aseguró que WestJet se encontraba en diálogos, y considerando formar parte de Oneworld, alianza que agrupa a muchas de las aerolíneas más grandes del mundo. Si se llegase a un acuerdo para entrar en la Oneworld, ello permitiría que WestJet mantendría su flexibilidad de horarios. Permitiría captar un mayor número de pasajeros para WestJet, mientras que Oneworld contaría con una voz canadiense con la presencia de la aerolínea canadiense, así como posibilidadesbde volar de Canadá a Sudamérica.
El 26 de octubre de 2006, WestJet anunció su mejor cuatrimestre de beneficios alcanzado jamás, alcanzando los 52.8 millones de dólares canadienses.  WestJet ganó porcentaje de mercado and manteniendo sus costes bajo control, ayudando a que los beneficios aumentasen.

## Destinos
WestJet y WestJet Encore vuelan actualmente a más de 100 destinos en 28 países en América del Norte y Central, el Caribe y Europa, incluidas 39 ciudades en Canadá y 29 en Estados Unidos. Los centros más grandes de WestJet en términos de salidas diarias son el Aeropuerto Internacional de Calgary, el principal punto de conexión de la aerolínea en el oeste de Canadá y el Aeropuerto Internacional Toronto Pearson, el principal punto de conexión de la aerolínea en el este de Canadá. 
WestJet ofrece la mayoría de los vuelos canadienses a Cancún, Puerto Vallarta, Las Vegas y Orlando, ofreciendo rutas sin escalas (algunas de ellas estacionales) desde doce ciudades canadienses a Cancún y Puerto Vallarta, nueve a Las Vegas y once a Orlando. Desde 2008, WestJet es la aerolínea internacional más grande, por volumen de pasajeros, que vuela a Las Vegas. WestJet también presta servicios a 20 destinos en el Caribe y siete en México, algunos por temporada.

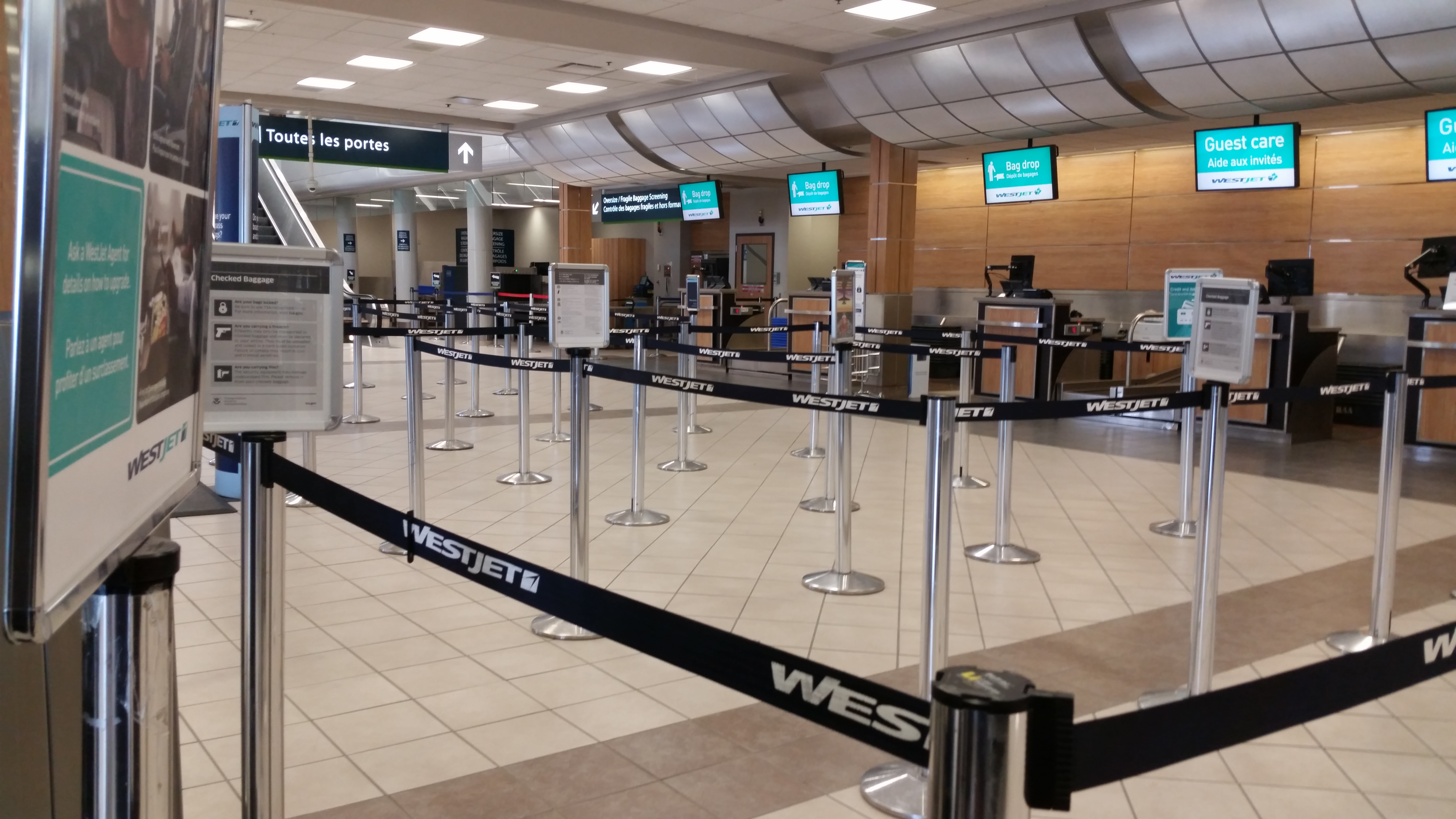
Cola en los mostradores de facturación de WestJet en el Aeropuerto Internacional de Regina.

En julio de 2015, WestJet anunció vuelos al Aeropuerto de Londres-Gatwick operados por aviones Boeing 767, que anteriormente no habían formado parte de la flota de la aerolínea, a partir de la primavera de 2016.
En enero de 2018, WestJet anunció su primer vuelo a Europa continental. WestJet comenzó a volar entre Halifax y París en mayo de 2018. La aerolínea en esta ruta opera con su nuevo avión Boeing 737 MAX 8.
En octubre de 2018 se anunciaron nuevos destinos y rutas internacionales. A partir de 2019, WestJet inició vuelos directos desde Calgary a Dublín y París. WestJet está utilizando su nuevo avión Boeing 787 Dreamliner para volar estas nuevas rutas. Además, la ruta actual de Calgary al aeropuerto de Londres-Gatwick, que anteriormente servía con aviones Boeing 767 de WestJet, ha sido reemplazada por nuevos aviones Boeing 787 Dreamliner. A finales de octubre, WestJet también anunció dos nuevos destinos. Comenzó vuelos entre Calgary y Atlanta, el centro más grande de Delta Air Lines, la aerolínea conjunta esperada de WestJet, en marzo de 2019. WestJet es la única aerolínea que opera una ruta directa entre Calgary y Atlanta. La aerolínea también anunció vuelos entre Toronto y Barcelona, su segundo destino en Europa continental que comenzó en mayo de 2019. En junio de 2021, WestJet anunció la apertura de una nueva ruta de Calgary a Ámsterdam, seguida de Seattle en noviembre de 2021, proporcionando conexiones convenientes para viajeros de negocios y de placer.
En 2022, WestJet se centró en ofrecer conexiones a los principales centros internacionales y reemplazó su servicio anterior a Londres Gatwick con una nueva ruta a Aeropuerto de Londres-Heathrow en marzo, y Roma se agregó a las ofertas europeas de WestJet en mayo.
En 2023, WestJet reforzó su presencia en Estados Unidos y su asociación con Delta con nuevas rutas a Detroit en mayo y a Mineápolis y Washington Dulles en junio. El servicio de Detroit fortalece la presencia de WestJet en el Medio Oeste de Estados Unidos, y Minneapolis obtuvo conectividad transfronteriza durante todo el año con la nueva ruta, mientras que Washington Dulles ofrece acceso al centro político y empresarial de la capital de Estados Unidos. Estos tres nuevos destinos son centros de Delta.
Los servicios a Tokio, el primer destino de WestJet fuera de América del Norte y Europa, comenzaron en abril de 2023. Bonaire, la 'B' en las islas ABC, se unió a los destinos vacacionales de WestJet en diciembre de 2023.
En 2024, la aerolínea anunció que los próximos servicios a Reikiavik, Islandia (Keflavík) y Seúl, Corea del Sur, comenzarían en mayo.
La siguiente es una lista de destinos actualmente atendidos por WestJet, WestJet Encore y WestJet Link.
| Destinos de WestJet       | Destinos de WestJet                            | Destinos de WestJet                                       | Destinos de WestJet   | Destinos de WestJet |
| ------------------------- | ---------------------------------------------- | --------------------------------------------------------- | --------------------- | ------------------- |
| Provincia\Estado\País     | Ciudad                                         | Aeropuerto                                                | Notas                 |                     |
| Canadá                    |                                                |                                                           |                       |                     |
| Alberta                   | Calgary                                        | Aeropuerto Internacional de Calgary                       | centro de operaciones |                     |
| Alberta                   | Edmonton                                       | Aeropuerto Internacional de Edmonton                      | Centro de operaciones |                     |
| Alberta                   | Fort McMurray                                  | Aeropuerto de Fort McMurray                               |                       |                     |
| Alberta                   | Grande Prairie                                 | Aeropuerto de Grande Prairie                              |                       |                     |
| Columbia Británica        | Abbotsford                                     | Aeropuerto Internacional de Abbotsford                    |                       |                     |
| Columbia Británica        | Comox                                          | Base de la fuerza aérea canadiense de Comox               |                       |                     |
| Columbia Británica        | Kamloops                                       | Aeropuerto de Kamloops                                    |                       |                     |
| Columbia Británica        | Kelowna                                        | Aeropuerto Internacional de Kelowna                       |                       |                     |
| Columbia Británica        | Prince George                                  | Aeropuerto de Prince George                               |                       |                     |
| Columbia Británica        | Vancouver                                      | Aeropuerto Internacional de Vancouver                     | Centro de operaciones |                     |
| Columbia Británica        | Victoria                                       | Aeropuerto Internacional de Victoria                      |                       |                     |
| Manitoba                  | Winnipeg                                       | Aeropuerto Internacional James Armstrong Richardson       | Centro de operaciones |                     |
| Nuevo Brunswick           | Moncton                                        | Aeropuerto Internacional del Gran Moncton                 |                       |                     |
| Nuevo Brunswick           | Saint John                                     | Aeropuerto de Saint John                                  | Verano                |                     |
| Terranova y Labrador      | Deer Lake                                      | Aeropuerto Regional de Deer Lake                          | Verano                |                     |
| Terranova y Labrador      | San Juan de Terranova                          | Aeropuerto Internacional de San Juan de Terranova         |                       |                     |
| Territorios del Noroeste  | Yellowknife                                    | Aeropuerto de Yellowknife                                 |                       |                     |
| Nueva Escocia             | Halifax                                        | Aeropuerto Internacional de Halifax-Stanfield             | Base secundaria       |                     |
| Nueva Escocia             | Sydney                                         | Aeropuerto de Sydney (Nueva Escocia)                      | Estacional            |                     |
| Ontario                   | Hamilton                                       | Aeropuerto Internacional de Hamilton-Munro                |                       |                     |
| Ontario                   | London                                         | Aeropuerto Internacional de London                        |                       |                     |
| Ontario                   | Ottawa                                         | Aeropuerto Internacional de Ottawa                        |                       |                     |
| Ontario                   | Thunder Bay                                    | Aeropuerto Internacional de Thunder Bay                   |                       |                     |
| Ontario                   | Toronto                                        | Aeropuerto Internacional Toronto Pearson                  | Centro de operaciones |                     |
| Ontario                   | Waterloo                                       | Aeropuerto Internacional de la Región de Waterloo         |                       |                     |
| Ontario                   | Windsor                                        | Aeropuerto de Windsor                                     | Estacional            |                     |
| Isla del Príncipe Eduardo | Charlottetown                                  | Aeropuerto de Charlottetown                               |                       |                     |
| Quebec                    | Montreal                                       | Aeropuerto Internacional Pierre Elliott Trudeau           |                       |                     |
| Quebec                    | Quebec                                         | Aeropuerto Internacional Jean-Lesage de Quebec            |                       |                     |
| Saskatchewan              | Regina                                         | Aeropuerto Internacional de Regina                        |                       |                     |
| Saskatchewan              | Saskatoon                                      | Aeropuerto Internacional de Saskatoon-John G. Diefenbaker |                       |                     |
| Yukón                     | Whitehorse                                     | Aeropuerto Internacional de Whitehorse Erik Nielsen       | Estacional            |                     |
| Estados Unidos            |                                                |                                                           |                       |                     |
| Arizona                   | Phoenix                                        | Aeropuerto Internacional de Phoenix-Sky Harbor            |                       |                     |
| Arizona                   | Mesa                                           | Aeropuerto Williams Gateway                               | Estacional            |                     |
| California                | Condado de Orange / Anaheim                    | Aeropuerto John Wayne                                     |                       |                     |
| California                | Los Ángeles                                    | Aeropuerto Internacional de Los Ángeles                   |                       |                     |
| California                | Palm Springs                                   | Aeropuerto Internacional de Palm Springs                  |                       |                     |
| California                | San Diego                                      | Aeropuerto Internacional de San Diego                     |                       |                     |
| California                | San Francisco                                  | Aeropuerto Internacional de San Francisco                 | Estacional            |                     |
| Colorado                  | Denver                                         | Aeropuerto Internacional de Denver                        |                       |                     |
| Florida                   | Fort Lauderdale                                | Aeropuerto Internacional Fort Lauderdale-Hollywood        |                       |                     |
| Florida                   | Fort Myers                                     | Aeropuerto Internacional Southwest Florida                |                       |                     |
| Florida                   | Miami                                          | Aeropuerto Internacional de Miami                         | Estacional            |                     |
| Florida                   | Orlando                                        | Aeropuerto Internacional de Orlando                       |                       |                     |
| Florida                   | Tampa                                          | Aeropuerto Internacional de Tampa                         |                       |                     |
| Hawái                     | Honolulu                                       | Aeropuerto Internacional Daniel K. Inouye                 |                       |                     |
| Hawái                     | Kahului                                        | Aeropuerto de Kahului                                     |                       |                     |
| Hawái                     | Kona                                           | Aeropuerto Internacional de Kona                          | Estacional            |                     |
| Hawái                     | Lihue                                          | Aeropuerto de Lihue                                       | Estacional            |                     |
| Nevada                    | Las Vegas                                      | Aeropuerto Internacional Harry Reid                       |                       |                     |
| Nueva York                | Nueva York                                     | Aeropuerto Internacional John F. Kennedy                  |                       |                     |
| Nueva York                | Nueva York                                     | Aeropuerto LaGuardia                                      |                       |                     |
| Tennessee                 | Nashville                                      | Aeropuerto Internacional de Nashville                     |                       |                     |
| Texas                     | Houston                                        | Aeropuerto Intercontinental George Bush                   |                       |                     |
| México                    |                                                |                                                           |                       |                     |
| Baja California Sur       | Loreto                                         | Aeropuerto Internacional de Loreto                        | Estacional            |                     |
| Baja California Sur       | San José del Cabo                              | Aeropuerto Internacional de Los Cabos                     |                       |                     |
| Ciudad de México          | Ciudad de México                               | Aeropuerto Internacional de la Ciudad de México           |                       |                     |
| Colima                    | Manzanillo                                     | Aeropuerto Internacional de Manzanillo                    | Estacional            |                     |
| Guerrero                  | Ixtapa/Zihuatanejo                             | Aeropuerto Internacional de Ixtapa-Zihuatanejo            | Estacional            |                     |
| Jalisco                   | Guadalajara (inicia el 7 de diciembre de 2025) | Aeropuerto Internacional de Guadalajara                   | Estacional            |                     |
| Jalisco                   | Puerto Vallarta                                | Aeropuerto Internacional de Puerto Vallarta               |                       |                     |
| Nayarit                   | Tepic (inicia el 13 de diciembre de 2025)      | Aeropuerto Internacional Amado Nervo                      | Estacional            |                     |
| Oaxaca                    | Huatulco                                       | Aeropuerto Internacional de Bahías de Huatulco            | Estacional            |                     |
| Quintana Roo              | Cancún                                         | Aeropuerto Internacional de Cancún                        |                       |                     |
| Quintana Roo              | Cozumel                                        | Aeropuerto Internacional de Cozumel                       |                       |                     |
| Quintana Roo              | Tulum                                          | Aeropuerto Internacional de Tulum                         | Estacional            |                     |
| Sinaloa                   | Mazatlán                                       | Aeropuerto Internacional General Rafael Buelna            | Estacional            |                     |
| Yucatán                   | Mérida                                         | Aeropuerto Internacional de Mérida                        | Estacional            |                     |
| Centroamérica y El Caribe |                                                |                                                           |                       |                     |
| Antigua y Barbuda         | Saint John                                     | Aeropuerto Internacional V. C. Bird                       |                       |                     |
| Aruba                     | Oranjestad                                     | Aeropuerto Internacional Reina Beatrix                    |                       |                     |
| Bahamas                   | Nasáu                                          | Aeropuerto Internacional Lynden Pindling                  |                       |                     |
| Barbados                  | Bridgetown                                     | Aeropuerto Internacional Grantley Adams                   |                       |                     |
| Belice                    | Ciudad de Belice                               | Aeropuerto Internacional Philip S. W. Goldson             |                       |                     |
| Bermudas                  | Hamilton                                       | Aeropuerto Internacional L.F. Wade                        | Estacional            |                     |
| Islas Caimán              | George Town                                    | Aeropuerto Internacional Owen Roberts                     |                       |                     |
| Costa Rica                | Liberia                                        | Aeropuerto de Guanacaste                                  |                       |                     |
| Costa Rica                | San José                                       | Aeropuerto Internacional Juan Santamaría                  |                       |                     |
| Cuba                      | Cayo Coco                                      | Aeropuerto Internacional de Jardines del Rey              |                       |                     |
| Cuba                      | Holguín                                        | Aeropuerto Internacional Frank País                       | Estacional            |                     |
| Cuba                      | Santa Clara                                    | Aeropuerto Internacional Abel Santamaría                  |                       |                     |
| Cuba                      | Varadero                                       | Aeropuerto Juan Gualberto Gómez                           |                       |                     |
| Curazao                   | Willemstad                                     | Aeropuerto Internacional Hato                             | Estacional            |                     |
| Honduras                  | Roatán                                         | Aeropuerto Internacional Juan Manuel Gálvez               | Estacional            |                     |
| República Dominicana      | Puerto Plata                                   | Aeropuerto Internacional Gregorio Luperón                 | Verano                |                     |
| República Dominicana      | Punta Cana                                     | Aeropuerto Internacional de Punta Cana                    | Verano                |                     |
| República Dominicana      | Samaná                                         | Aeropuerto Internacional Presidente Juan Bosch            |                       |                     |
| Puerto Rico               | San Juan                                       | Aeropuerto Internacional Luis Muñoz Marín                 | Estacional            |                     |
| Jamaica                   | Kingston                                       | Aeropuerto Internacional Norman Manley                    |                       |                     |
| Jamaica                   | Montego Bay                                    | Aeropuerto Internacional Sir Donald Sangster              |                       |                     |
| Santa Lucía               | Vieux-Fort                                     | Aeropuerto Internacional Hewanorra                        |                       |                     |
| San Martín                | Philipsburg                                    | Aeropuerto Internacional Princesa Juliana                 |                       |                     |
| Trinidad y Tobago         | Puerto España                                  | Aeropuerto Internacional de Piarco                        |                       |                     |
| Islas Turcas y Caicos     | Providenciales                                 | Aeropuerto Internacional de Providenciales                |                       |                     |
| Europa                    |                                                |                                                           |                       |                     |
| Francia                   | París                                          | Aeropuerto de París-Charles de Gaulle                     | Estacional            |                     |
| Irlanda                   | Dublín                                         | Aeropuerto de Dublín                                      | Estacional            |                     |
| Reino Unido               | Glasgow                                        | Aeropuerto Internacional de Glasgow                       | Estacional            |                     |
| Reino Unido               | Londres                                        | Aeropuerto de Londres-Gatwick                             |                       |                     |
| España                    | Barcelona                                      | Aeropuerto Josep Tarradellas Barcelona-El Prat            | Estacional            |                     |

## Alianzas y acuerdos de código compartido

### Historia
En 1999, WestJet estaba en conversaciones sobre un posible acuerdo "alimentador" para la red de Air Canada. Al parecer, estas conversaciones se interrumpieron cuando Air Canada siguió adelante con la adquisición de Canadian Airlines el año siguiente.
En 2005, WestJet inició un acuerdo interlínea limitado con China Airlines, con sede en Taiwán, en parte para probar la capacidad de la compañía para asociarse con otras aerolíneas.
En 2006, WestJet anunció que había estado en conversaciones con 70 aerolíneas de todo el mundo interesadas en un acuerdo interlínea o de código compartido. En agosto de 2006, en una entrevista de The Globe and Mail, el entonces director ejecutivo de WestJet, Sean Durfy, declaró que WestJet estaba en conversaciones con Oneworld. Durfy dijo que, si se llegaba a un acuerdo con Oneworld, permitiría a WestJet mantener su flexibilidad de programación; Durfy fue citado más tarde en 2007 diciendo que era poco probable que se llegara a un acuerdo para que WestJet se uniera a la alianza Oneworld. A pesar de esto, WestJet formalizó un acuerdo con Oneworld en noviembre de 2008 para asociarse en las ventas de viajes a viajeros corporativos y de negocios.
En julio de 2008, WestJet anunció que había firmado un memorando de entendimiento para establecer un acuerdo de distribución y código compartido con Southwest Airlines, con sede en Estados Unidos. Sin embargo, en abril de 2010 WestJet anunció que la asociación de la aerolínea con Southwest Airlines había terminado y en octubre de 2010, WestJet se asoció con American Airlines en su lugar y luego agregó a Delta Air Lines. A la luz de una posible empresa conjunta entre WestJet y Delta, American y WestJet cesaron su acuerdo de código compartido el 31 de julio de 2018.
En 2017, WestJet, easyJet y Norwegian Air Shuttle se asociaron para ofrecer conexiones directas en el Aeropuerto de Londres-Gatwick. El plan, denominado por easyJet como "Worldwide by easyJet", permite a los pasajeros conectarse desde vuelos de easyJet a destinos estadounidenses y canadienses con WestJet y Norwegian.

### Acuerdos de código compartido
WestJet tiene acuerdos de código compartido con las siguientes aerolíneas:
- Aeroméxico
- Air France
- Air Transat[56]
- Azores Airlines
- Cathay Pacific
- China Airlines
- China Eastern Airlines
- China Southern Airlines
- Condor
- Delta Air Lines
- Emirates
- Hainan Airlines
- Hong Kong Airlines
- Japan Airlines
- KLM
- Korean Air
- LATAM Airlines Group
- Philippine Airlines
- Qantas
- Virgin Atlantic Airways[57]
- Xiamen Air

### Acuerdos interlinea
WestJet tiene acuerdos interlinea con las siguientes aerolíneas:
- Aer Lingus
- Air China
- Air New Zealand
- Air North
- Air Tahiti Nui
- Air Transat
- Alaska Airlines
- American Airlines
- British Airways
- Canadian North
- Central Mountain Air
- El Al
- Etihad Airways
- EVA Air
- Fiji Airways
- Finnair
- Icelandair
- LOT Polish Airlines
- Pacific Coastal Airlines
- Pakistan International Airlines[58]
- PAL Airlines
- Qatar Airways
- Royal Air Maroc
- SAS
- TAP Air Portugal
- Tunisair
- United Airlines
- Virgin Australia

### Empresa conjunta con Delta Air Lines
El 6 de diciembre de 2017, WestJet y Delta Air Lines firmaron un memorando de entendimiento preliminar para ampliar su actual acuerdo de código compartido a una empresa conjunta, pendiente de la aprobación regulatoria y de la junta directiva.
El 19 de julio de 2018, WestJet y Delta Air Lines firmaron un acuerdo definitivo de diez años para crear una empresa conjunta entre las dos aerolíneas. Esta empresa conjunta habría prestado servicios a más del 95% de la demanda entre Canadá y Estados Unidos. Los actuales programas de viajero frecuente de las aerolíneas también se actualizarían para que estén más alineados, y las aerolíneas compartirán su ubicación en aeropuertos centrales clave. Sin embargo, en noviembre de 2020, Delta y WestJet acordaron abandonar sus planes de crear una empresa conjunta, ya que ambas aerolíneas consideraron que las demandas del Departamento de Transporte de los Estados Unidos eran "irrazonables e inaceptables". Sin embargo, Delta y WestJet han acordado beneficios recíprocos para los miembros de élite de sus respectivos programas de viajero frecuente.

## Flota

### Flota Actual
La flota de WestJet consiste en los siguientes aviones, con una edad media de 11 años (a julio de 2025):
| Avión                  | En servicio | Órdenes | Pasajeros | Pasajeros | Pasajeros | Pasajeros | Pasajeros | Notas |
| Avión                  | En servicio | Órdenes | J         | W         | Y+        | Y         | Total     | Notas |
| ---------------------- | ----------- | ------- | --------- | --------- | --------- | --------- | --------- | --- |
| Boeing 737-700         | 36          | —       | —         | 12        | 12        | 108       | 132       | |
| Boeing 737-800         | 36          | 3       | —         | 12        | 24        | 138       | 174       | |
| Boeing 737-800         | 16          | 3       | —         | —         | —         | 189       | 189       | 10 transferidos desde Swoop con su configuración. 9 serán transferidos desde Sunwing Airlines con su configuración para junio de 2025. Todos serán reconfigurados para finales de 2025.                 |
| Boeing 737 MAX 8       | 30          | 16      | —         | 12        | 24        | 138       | 174       | |
| Boeing 737 MAX 8       | 24          | 16      | —         | —         | —         | 189       | 189       | Se transfirieron 6 de Swoop con su configuración. Se transfirieron 9 de Lynx con su configuración. Se transfirieron 9 de Sunwing con su configuración. Todos serán reconfigurados para finales de 2025. |
| Boeing 737 MAX 10      | —           | 42      | —         | 12        | 200       | 200       | 212       | Orden con 22 opciones. |
| Boeing 787-9           | 7           | —       | 16        | 28        | 60        | 216       | 320       | |
| Flota de WestJet Cargo |             |         |           |           |           |           |           | |
| Boeing 737-800BCF      | 4           | —       | Carga     | Carga     | Carga     | Carga     | Carga     | Se planea eliminarlos gradualmente. |
| Total:                 | 153         | 61      |           |           |           |           |           | |

### Estrategia de flota
La flota principal actualmente consiste exclusivamente en aviones Boeing, mientras que la subsidiaria de propiedad absoluta Encore cuenta con Bombardier Q400S. Se ordenaron inicialmente 20 aviones con opciones para hasta 25 más. Las dos primeras unidades fueron entregadas a mediados de junio de 2013. El servicio de pasajeros programado en estos aviones comenzó el 24 de junio de 2013. La primera entrega de Boeing 737-700 tuvo lugar en 2001, y las primeras entregas de aviones Boeing 737-600 y Boeing 737-800 comenzaron en 2005, con el avión final 737-600 entregado en septiembre de 2006.
Boeing confirmó el 2 de agosto de 2007 que WestJet había realizado una orden para 23 aviones Boeing 737 Next Generation. La orden fue principalmente para Boeing 737-700 pero con derechos de conversión a Boeing 737-800s. 
En la temporada de invierno antes de adquirir sus Boeing 767 y Boeing 787, WestJet alquilón en modalidad de wet lease algunos Boeing 757-200s para expandir el servicio entre Alberta y Hawái. De febrero a abril de 2011, se arrendó un solo avión para este propósito;  En el invierno de 2011-12, se arrendó nuevamente un solo avión. Para las temporadas de invierno de 2012 a 2015, esto se amplió a dos aviones. En abril de 2013, se anunció que WestJet vendería diez de sus 737-700 más antiguos y compraría diez 737-800 para modernizar y aumentar la capacidad de su flota.
En mayo de 2014, el CEO Gregg Saretsky anunció que WestJet estaba considerando adquirir aviones de fuselaje ancho para operar rutas internacionales de larga distancia. En julio del mismo año, Saretsky confirmó que el servicio de fuselaje ancho comenzaría en 2015. A fines de junio de 2014, WestJet anunció que los aviones de fuselaje ancho iban a ser Boeing 767-300ER de segunda mano obtenidos de Qantas. Los cuatro Boeing 767 tenían un promedio de 25 años, lo que significaba que necesitaban reparaciones frecuentes y tiempo de inactividad para obtener piezas. Esto dio como resultado un bajo rendimiento a tiempo de 38 por ciento en 2016, [162] que le costó a la aerolínea aproximadamente $5 millones en el segundo trimestre de 2016. En 2017, WestJet redujo el número de vuelos de Winnipeg y Edmonton para reducir la utilización de los aviones para el verano de 2017, para hacer frente a retrasos o cancelaciones imprevistas.
A fines de diciembre de 2016, el 77% de los pilotos de WestJet aprobaron un nuevo acuerdo que aumentará el pago por los pilotos que vuelan a aviones de fuselaje ancho como el Boeing 767, Boeing 787 o Airbus A330. En un comunicado, la aerolínea dijo que estaba buscando aviones más grandes con la intención de agregar nuevos destinos. Saretsky también declaró que esperaba que el crecimiento del fuselaje ancho fuera responsable, pero rápido. A partir del 2 de mayo de 2017, WestJet anunció la compra de hasta 20 aviones Dreamliner Boeing 787-9; 10 fueron pedidos firmes con entregas desde 2019 hasta 2021, y 10 fueron opciones de entrega entre 2020 y 2024.] WestJet terminó solo comprando siete Boeing 787-9 y canceló los pedidos restantes. Se cree que los pedidos cancelados de Boeing 787 pueden haberse convertido en Boeing 737 MAX en su lugar.

### Flota Histórica
A principios de 2005, se anunció que la flota Boeing 737-200 sería retirada y reemplazada por aviones más nuevos y más eficientes en el combustible 737 Next Generation. El 12 de julio de 2005, WestJet anunció que había completado la venta de su Boeing 737-200 restante al Apollo Aviation Group, con sede en Miami.
El 9 de enero de 2006, el último Boeing 737-200 fue volado durante una ceremonia de volante en WestJet en Calgary, pilotado por el fundador de WestJet, Don Bell, y fue un vuelo chárter de Las Vegas a Calgary.
En 2003 y 2004, WestJet donó dos de sus 737-200 a las escuelas postsecundarias en el oeste de Canadá, uno al Instituto de Tecnología de Columbia Británica y un segundo al Centro Aero Art Smith Aero del Instituto de Tecnología del Sur de Alberta.
En julio de 2020, WestJet retiró su flota de 4 Boeing 767-300ER debido a la Pandemia de COVID-19. En enero de 2021, se anunció que los cuatro aviones 767-300 de WestJet estarían entre un total de 11 que Amazon compró y se convirtieron en cargeros.
WestJet operó en el pasado los siguientes aviones:

### Librea
Los aviones de WestJet están pintados de blanco excepto las letras en el fuselaje, las alas y el estabilizador vertical, excepto en ejemplos especiales como se indica a continuación.
La cola está dividida aproximadamente en tercios inclinados, de color (de adelante hacia atrás) azul marino, blanco y verde azulado. Este patrón se utiliza en el exterior de las aletas combinadas al final de las alas, mientras que, en el interior, las aletas están pintadas de blanco con "WestJet.com" en letras azul oscuro.
En febrero de 2010, WestJet introdujo una decoración especial en un avión Boeing 737-800 promocionando su promesa de servicio al cliente, o "Care-antee", tanto en inglés como en francés. Este avión también presentó un nuevo diseño de cola. En 2013, el avión Care-antee experimentó un segundo cambio de decoración en colaboración con Disney, presentando a Mickey Mouse de la película Fantasía y adoptando el nombre "Magic Plane". En 2015 se completó un segundo avión de Disney, llamado "Frozen Plane", con los personajes Elsa y Anna en el estabilizador vertical y un tema similar en la cabina.
En mayo de 2018, WestJet presentó una nueva decoración, el primer cambio significativo desde el inicio de la empresa. Incluye una nueva fuente para la palabra "WestJet"; escrito en el centro del fuselaje del avión está "El espíritu de Canadá" en el lado de babor y "L'esprit du Canada" en el lado de estribor. También se incluye una hoja de arce estilizada y actualizada en la cola del avión.
El 17 de enero de 2019, se entregó el primer Dreamliner de WestJet con el nombre 'Clive Beddoe', un homenaje a uno de sus fundadores y expresidente de la junta directiva. El avión está pintado con su nueva librea.

## Servicios

### Cabinas

#### Clase ejecutiva
La clase ejecutiva se ofrece únicamente en el Boeing 787 y ofrece cápsulas privadas con acceso directo al pasillo. Los asientos cuentan con camas planas electrónicas en una configuración 1-2-1. Se incluyen comidas a pedido y bebidas alcohólicas y no alcohólicas de cortesía. En vuelos internacionales, se proporciona un kit de comodidades. La clase ejecutiva de WestJet es la única aerolínea en Canadá con pantallas de privacidad totalmente extensibles.

#### Clase Premium
La Clase Premium se ofrece en todos los aviones de línea principal. Varía según el tipo de avión.
En el 787 de WestJet, la Clase Premium se encuentra en una cabina separada y exclusiva. Se ofrecen asientos más grandes con mayor reclinación en una configuración 2-3-2. Se incluyen comidas calientes y bebidas alcohólicas y no alcohólicas de cortesía. También está disponible un área social de autoservicio. En vuelos internacionales, se proporciona un kit de comodidades.
En el 737 de WestJet, la clase Premium está separada de la económica con mamparas y cortinas. Se ofrecen asientos más grandes con mayor reclinación en una configuración 2-2. Se incluyen comidas calientes de cortesía (vuelos selectos), refrigerios y bebidas alcohólicas y no alcohólicas.

#### Clase turista

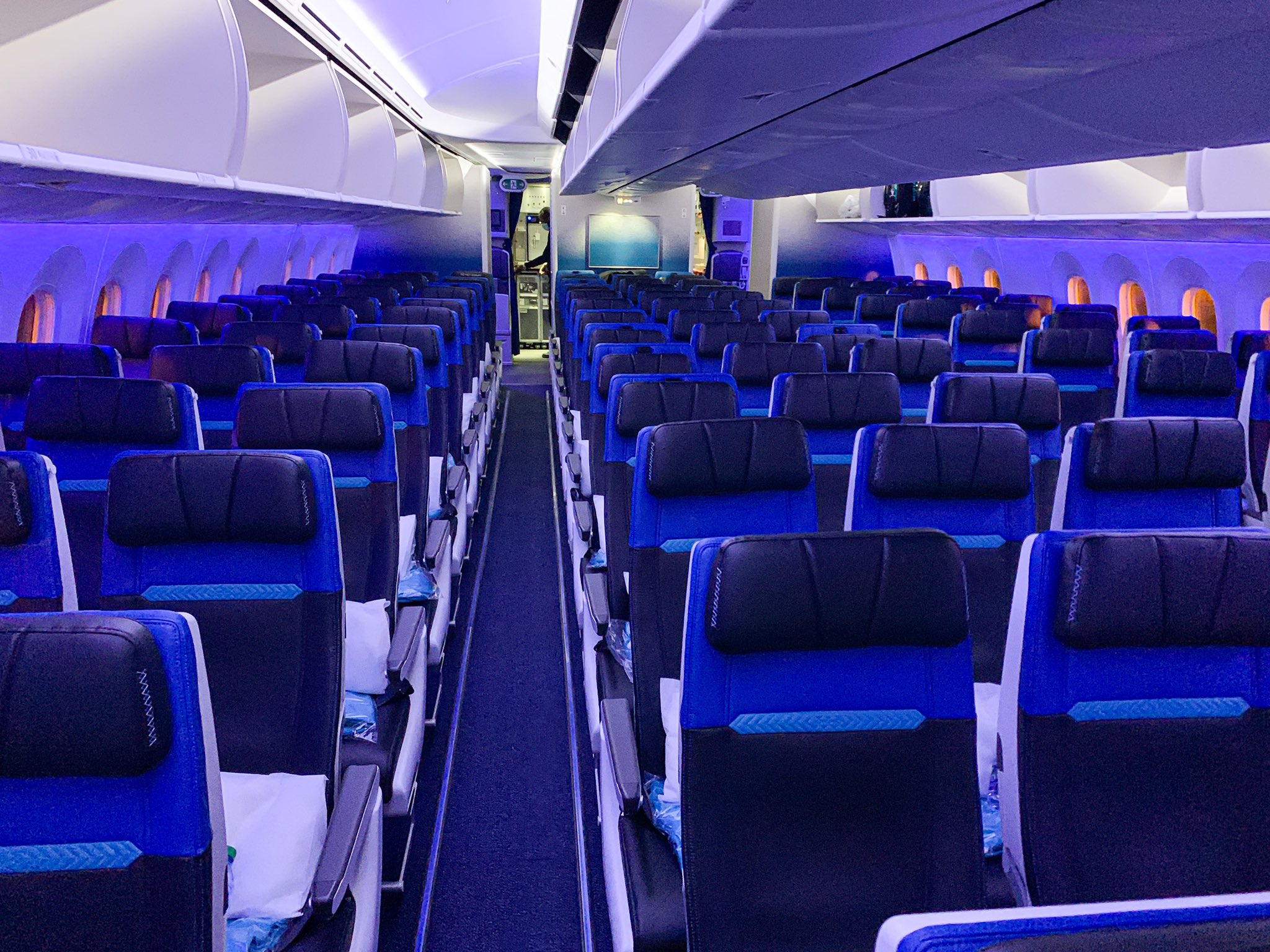
Cabina de clase turista del Boeing 787-9.

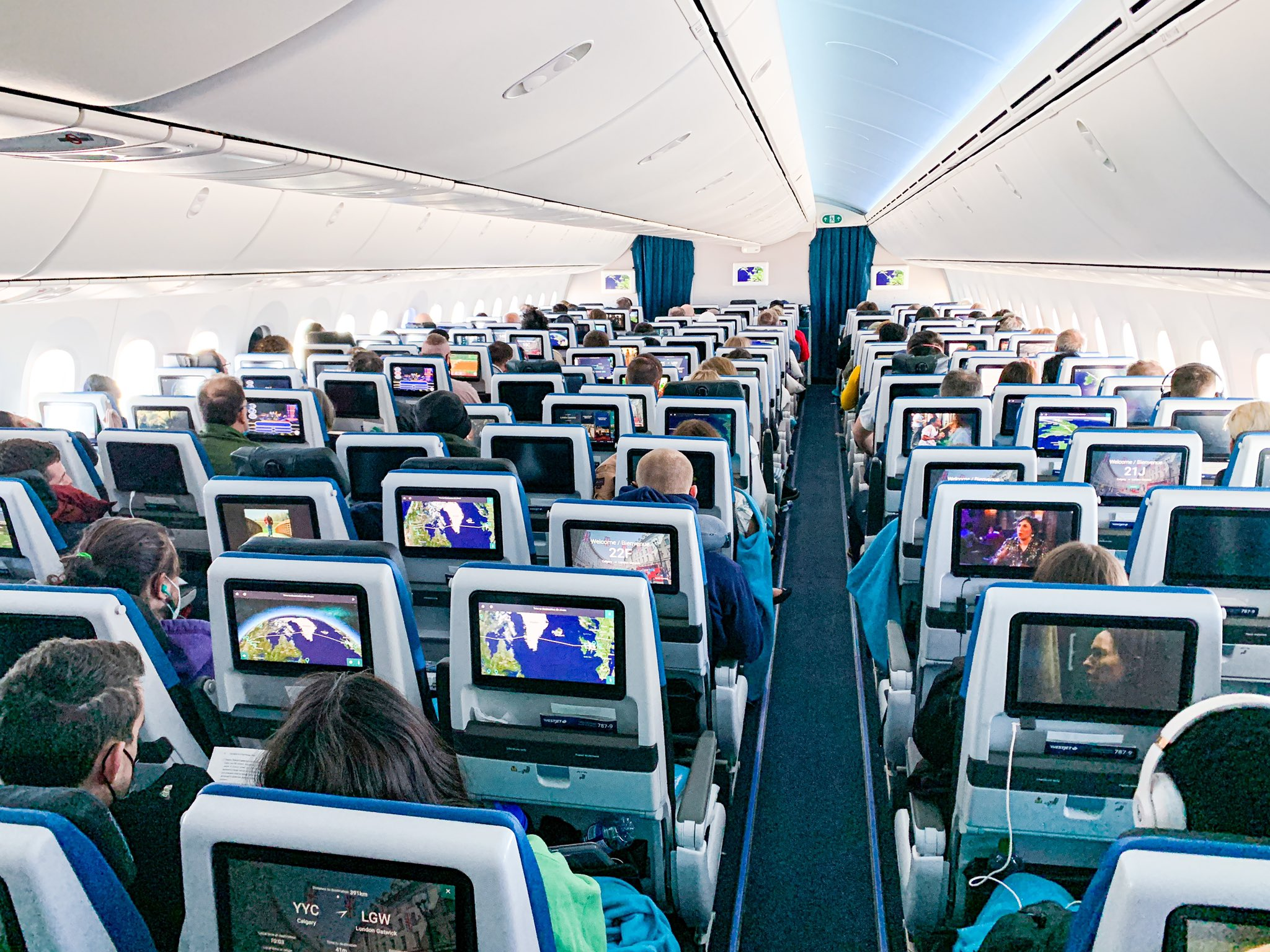
Cabina turista del Boeing 787-9 mirando hacia adelante.

La clase turista varía según el tipo de avión.
En el 787 de WestJet, los asientos económicos tienen una distancia de 31" y se ofrecen en una configuración 3-3-3. Se incluyen comidas calientes y bebidas alcohólicas y no alcohólicas de cortesía en vuelos internacionales.
En los 737 de WestJet, los asientos económicos tienen una separación de 31"–34" y se ofrecen en una configuración 3-3. Se incluyen bebidas no alcohólicas y refrigerios de cortesía.

### Servicios a bordo

#### Entretenimiento en vuelo
Los aviones 737 de WestJet cuentan con WestJet Connect, un sistema de entretenimiento a bordo donde los pasajeros utilizan sus propios dispositivos móviles y computadoras portátiles. El servicio incluye acceso gratuito a cientos de programas de televisión y películas, acceso de pago a Internet y acceso a USB y alimentación de 110 V en cada asiento.
El avión 787 de WestJet cuenta con WestJet Connect y grandes monitores con pantalla táctil en el respaldo de cada asiento. Los monitores incluyen acceso a cientos de programas de televisión y películas, música, revistas y juegos como Angry Birds World Tour y muchos más. También se incluyen audífonos de cortesía en cada asiento; las clases ejecutiva y premium ofrecen audífonos con cancelación de ruido y la clase económica con audífonos estándar. También se incluyen USB y alimentación de 120 V en cada asiento.
Los aviones WestJet Encore no están equipados con ningún entretenimiento a bordo.

#### Alimentos y bebidas a bordo
En vuelos de menos de cuatro horas, WestJet ofrece bebidas y refrigerios de cortesía. Se pueden comprar bebidas alcohólicas.
En vuelos de cuatro horas o más, WestJet ofrece bebidas y refrigerios de cortesía, y un servicio de compra de comidas a bordo en clase turista en todos los aviones. En clase premium y ejecutiva se incluye comida y bebidas alcohólicas de cortesía. Al volar a Europa o Asia, en todas las clases se incluye una comida de cortesía, así como bebidas alcohólicas.

### Salas VIP de aeropuerto
WestJet abrió su sala de negocios insignia, Elevation Lounge, en 2020, en el Aeropuerto Internacional de Calgary. WestJet tenía planes para futuras salas VIP Elevation en sus otros centros principales en Vancouver y Toronto – Pearson, sin embargo, estos planes no se concretaron debido a la pandemia de COVID-19. WestJet también tiene acuerdos con proveedores de servicios externos para proporcionar acceso de pago por uso a los clientes, acceso gratuito a los miembros Gold y Platinum, así como a los pasajeros sentados en la cabina ejecutiva. Estos acuerdos incluyen salas VIP en los siguientes aeropuertos:
- Calgary (3) - Aspire Lounge (Transfronterizo), Aspire Lounge (Nacional/Intl), WestJet Elevation Lounge (Nacional/Intl)
- Cancún - MERA Business Lounge (Intl)
- Edimburgo - Aspire Lounge
- Edmonton (2) - Plaza Premium Lounge (Nacional/Intl), Plaza Premium Lounge (Transfronterizo)
- Londres (Gatwick) (2) - Clubrooms, No1 Lounge
- Londres (Heathrow) - Plaza Premium Lounge
- Montego Bay - Club MoBay
- Montreal - Air France Lounge (Intl)
- Ottawa - Aspire Lounge
- París - Air France Lounge
- Roma - Plaza Premium Lounge
- Seúl - Skyhub Lounge
- Tokio - United Airlines United Club
- Toronto (3) - Plaza Premium Lounge (Nacional), Plaza Premium Lounge (Intl), Plaza Premium Lounge (Transfronterizo)
- Vancouver (4) - Plaza Premium Lounge (Nacional, Sala B), Plaza Premium Lounge (Nacional, Sala C), Plaza Premium Lounge (Transfronterizo), Plaza Premium (Intl)
- Winnipeg - Plaza Premium Lounge (Nacional)

## Incidentes y accidentes
- El 6 de septiembre de 2007, un Boeing 737-700 de WestJet en ruta a Halifax desde Calgary se encontró por sorpresa turbulencias al norte de Sudbury, Ontario, provocando un movimiento brusco que hirió a 9 pasajeros. El avión continuó a Halifax y aterrizó sin problemas.[89]
- El 17 de febrero de 2008, un Boeing 737-700 de WestJet se salió de la pista 07 en Ottawa (YOW) y se detuvo en un banco de nieve. No se notificó ningún herido y la NTSB continúa investigando las causas.[90]
- El 5 de enero de 2017 un Boeing 737-800 de WestJet fue impactado por otro 737 de Sunwing cuando este estaba siendo remolcado sin tripulantes y sin pasajeros, este incidente se dio en Toronto

## Galería

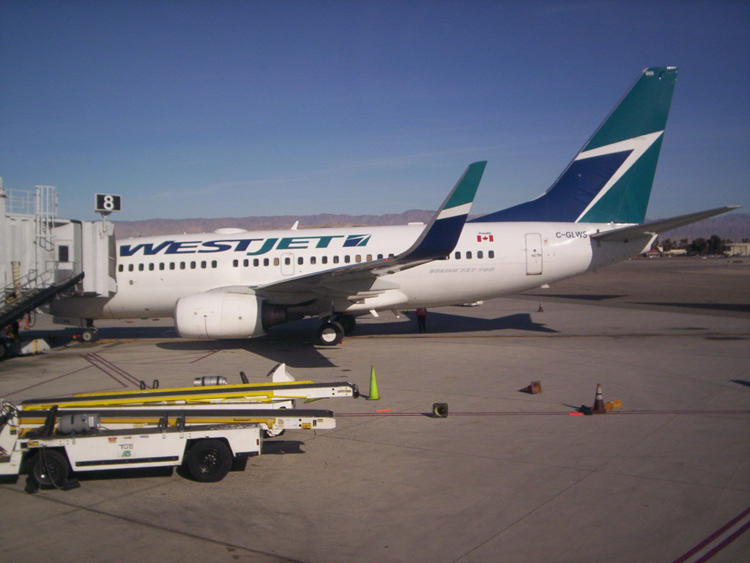
Boeing 737 en Palm Springs
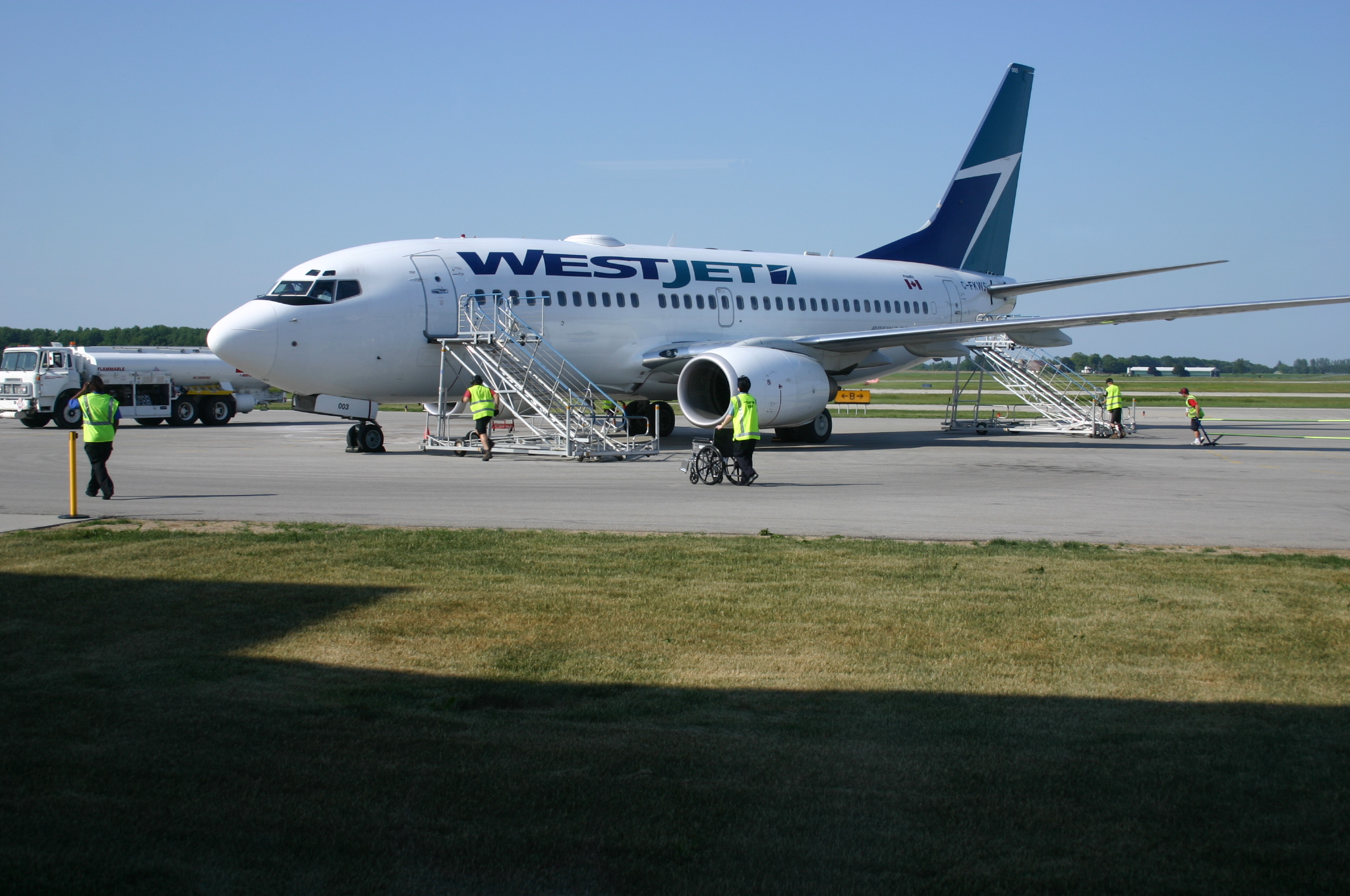
Boeing 737 en Kitchener/Waterloo
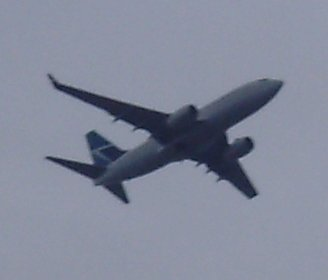
Saliendo de Toronto
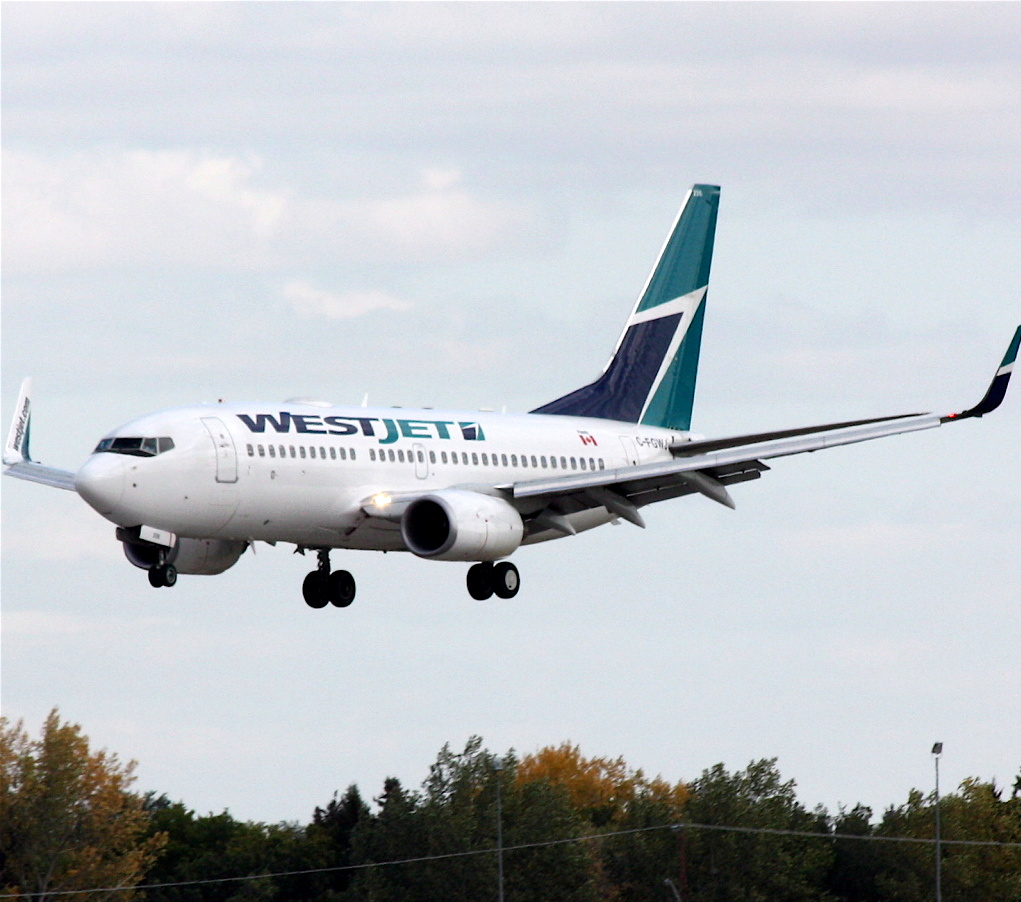
Boeing 737-700 llegando al Aeropuerto Internacional Regina